# Clarion-Clipperton-Zone

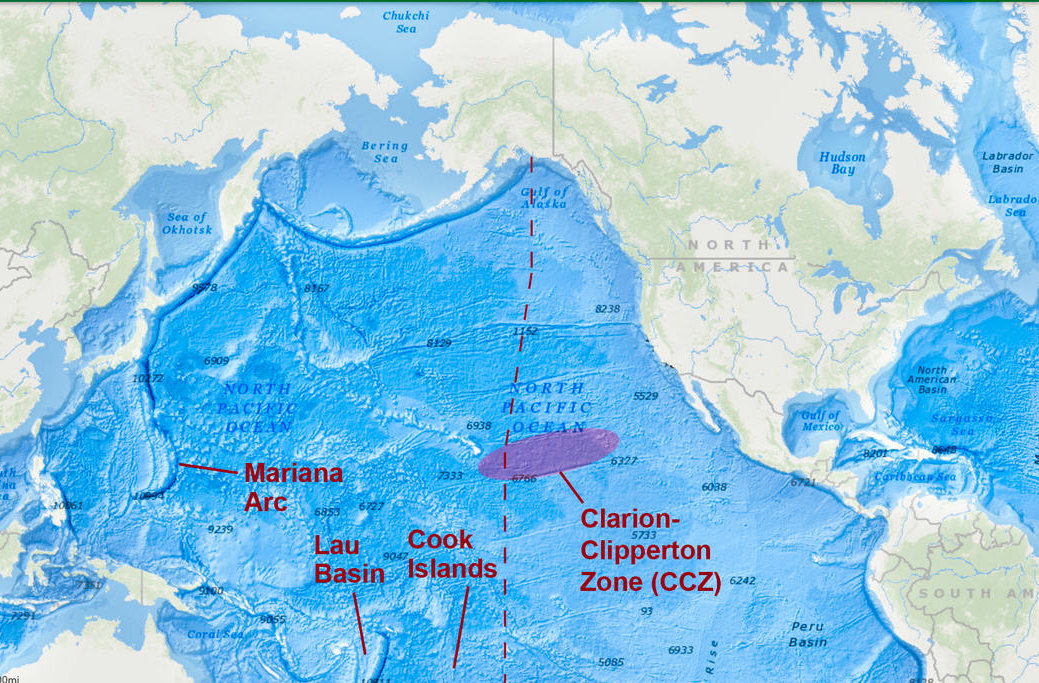
Lage der Clarion-Clipperton-Zone im östlichen zentralen Pazifik

Tiefseebergbau in aller Welt. In der Clarion-Clipperton-Zone haben sich zahlreiche Staaten Erkundungsgebiete reserviert.
Quelle: Meeresatlas 2017 – Daten und Fakten über unseren Umgang mit dem Ozean

Die Clarion-Clipperton-Zone (CCZ), auch Clarion-Clipperton-Bruchzone, ist eine Bruchzone in der ozeanischen Kruste im Zentralpazifik. Dieses etwa 7000 Kilometer lange Gebiet ist für viele Staaten von besonderem Interesse, weil hier viele Manganknollen vorkommen. Sie enthalten wertvolle Rohstoffe wie Nickel, Cobalt und eben Mangan. Auch die Bundesrepublik Deutschland erwarb 2006 eine 15 Jahre gültige Erkundungslizenz (Deutsches Ressourcen-Forschungsgebiet im Pazifik).
Das internationale Forschungsprogramm  JPI Oceans untersucht mit der Pilotmaßnahme Ökologische Auswirkungen des Tiefseebergbaus, ob ein Abbau der Manganknollen in der Tiefsee die dort lebenden Arten gefährden würde.
Bei einer vom Bundesministerium für Bildung und Forschung geförderten Erkundungsfahrt im August 2015 in das Perubecken im östlichen Pazifik sollte untersucht werden,  welche ökologischen Folgen der Abbau von Manganknollen in der Tiefsee hätte. Wissenschaftler von Helmholtz-Zentrum für Ozeanforschung Kiel (GEOMAR), Alfred-Wegener-Institut, MARUM der Universität Bremen und dem Senckenberg Forschungsinstitut fanden heraus, dass in Regionen, in denen Manganknollen entfernt wurden, die bisherigen Lebensgemeinschaften nicht mehr in der gleichen Artzusammensetzung vorkommen.
Tiefseeressourcen, Tiefseebergbau und die ökologischen Folgen wurden als Themen vom Bundesministerium für Bildung und Forschung 2015 in die G7-Gespräche der Wissenschaftsminister eingebracht. Auf Grundlage der Forschungsergebnisse ist zu entscheiden, ob und wie ein Tiefseebergbau stattfinden kann. Voraussetzung sind internationale Standards, die höchste Ansprüche stellen, wie marine Ressourcen ökologisch verantwortlich erschlossen werden können.
Nach 2017 wurde unter umweltfachlicher Begleitung des Potsdamer Forschungsinstituts für Nachhaltigkeit eine Probebohrung gemacht.
Da Erkundung und Abbau in der Clarion-Clipperton-Zone vergleichsweise stark reguliert sind, gehen Fachleute davon aus, dass der Tiefseebergbau zuerst in Gebieten betrieben werden wird, für die einzelne Staaten zuständig sind und in denen es weniger Einschränkungen gibt. Im Meeresatlas 2017 heißt es hierzu: „Trotz aller Bedenken: der kommerzielle Tiefseebergbau wird in den nächsten Jahren starten. Allerdings nicht in der international regulierten Clarion-Clipperton-Zone, sondern in der Ausschließlichen Wirtschaftszone von Staaten wie Tonga oder Papua-Neuguinea – denn sie entscheiden allein über Regeln und Umweltstandards. Hier gelten die internationalen Regeln nicht, und die Inselstaaten sind in der Hoffnung auf Entwicklungschancen und Gewinne aus Lizenzen bereit, hohe Risiken einzugehen.“

## Verweise
- JPI Oceans bei FONA
- Die Tiefsee als Schatzkammer der Menschheit, FONA-Podcast
- Tiefseebergbau: Die Meere als Rohstoffquelle?. In: Bundesministerium für Bildung und Forschung
- Wertvolle Rohstoffe am Meeresgrund, Bundesregierung
- Marine Ressourcen bei Projektträger Jülich
- JPI Oceans - Ecological Aspects of Deep-Sea Mining bei GEOMAR